# Campionat d'escacs de Colòmbia
El Campionat d'escacs de Colòmbia, és un torneig d'escacs que serveix per designar el campió nacional de Colòmbia d'aquest esport. El torneig masculí es començà a disputar el 1928 a Cali, i el femení el 1965 a Bogotá.

## Quadre d'honor masculí
| Any  | Ciutat                               | Guanyador                       |
| ---- | ------------------------------------ | ------------------------------- |
| 1928 | Cali                                 | Alfonso Herrera                 |
| 1938 | Bogotà                               | Luis Augusto Sánchez            |
| 1941 | Bucaramanga                          | Miguel Cuéllar                  |
| 1946 | Bogotà                               | Miguel Cuéllar                  |
| 1947 | Bogotà                               | Luis Augusto Sánchez            |
| 1948 | Bogotà                               | Luis Augusto Sánchez            |
| 1951 | Bogotà                               | Boris de Greiff                 |
| 1953 | Bogotà                               | Miguel Cuéllar                  |
| 1954 | Cali                                 | Luis Augusto Sánchez            |
| 1955 | Manizales                            | Miguel Cuéllar                  |
| 1956 | Ibagué                               | Miguel Cuéllar                  |
| 1957 | Montería                             | Miguel Cuéllar                  |
| 1958 | Pereira                              | Luis Augusto Sánchez            |
| 1959 | Barranquilla                         | Miguel Cuéllar                  |
| 1961 | Medellín                             | Miguel Cuéllar                  |
| 1962 | Buga, Valle del Cauca                | Luis Augusto Sánchez            |
| 1963 | Cúcuta                               | Juan Minaya                     |
| 1964 | Villavicencio                        | José Salvador Rodríguez         |
| 1965 | Belencito                            | Carlos Cuartas                  |
| 1967 | Bucaramanga                          | Carlos Cuartas                  |
| 1968 | Medellín                             | Carlos Cuartas                  |
| 1969 | Bogotà                               | José Salvador Rodríguez         |
| 1970 | Bogotà                               | Carlos Cuartas                  |
| 1971 | Bucaramanga                          | Miguel Cuéllar                  |
| 1972 | Barranquilla                         | Oscar Castro                    |
| 1974 | Medellín-Bogotà                      | Oscar Castro                    |
| 1975 | Bogotà                               | Carlos Cuartas                  |
| 1976 | Cali                                 | Carlos Cuartas                  |
| 1977 | Medellín                             | Gildardo García                 |
| 1978 | Envigado                             | Gildardo García                 |
| 1979 | Manizales                            | Jorge A. González               |
| 1980 | Pereira                              | Alonso Zapata                   |
| 1981 | Bogotà                               | Alonso Zapata                   |
| 1983 | Envigado                             | Carlos Cuartas                  |
| 1985 | Bucaramanga                          | Gildardo García                 |
| 1986 | Bogotà                               | Gildardo García                 |
| 1987 | Cali                                 | Gildardo García                 |
| 1988 | Bogotà                               | Luis Baquero                    |
| 1989 | Manizales                            | Darío Alzate                    |
| 1990 | Bucaramanga                          | Gildardo García                 |
| 1991 | Cartagena                            | Gildardo García                 |
| 1992 | Armenia                              | Oscar Castro                    |
| 1993 | Chía, Cundinamarca                   | Jorge A. González               |
| 1994 | Medellín                             | Oscar Castro                    |
| 1995 | Cartagena                            | Gildardo García & Alonso Zapata |
| 1996 | Bucaramanga                          | Alonso Zapata                   |
| 1997 | Bogotà                               | Jorge Mario Clavijo             |
| 1998 | Pensilvania                          | Darío Alzate                    |
| 1999 | Fusagasugá                           | Oscar Castro                    |
| 2000 | Bogotà                               | Alonso Zapata                   |
| 2001 | Medellín                             | Darío Alzate                    |
| 2002 | Bogotà                               | Alonso Zapata                   |
| 2003 | Cali                                 | Gildardo García                 |
| 2004 | Girardot, Cundinamarca               | Alonso Zapata                   |
| 2005 | Medellín                             | Darío Alzate                    |
| 2006 | Arauca                               | Gildardo García                 |
| 2007 | Cartagena                            | Alder Escobar Forero            |
| 2008 | San Andrés, San Andrés y Providencia | Alonso Zapata                   |
| 2009 | Buga, Valle del Cauca                | Castano Duvan                   |
| 2010 | El Bagre                             | David Arenas                    |
| 2011 | Pereira                              | Sergio Barrientos               |
| 2012 | Pamplona                             | Miguel Mosquera                 |
| 2013 | Tolima                               | Juan Camilo Torres              |
| 2014 | El Bagre                             | Joshua Daniel Ruiz Castillo     |
| 2015 | Quibdo                               | David Arenas                    |
| 2016 | La Dorada, Caldas                    | Cristian Camilo Ríos            |
| 2017 | Palmira, Valle del Cauca             | Joshua Daniel Ruiz Castillo     |
| 2018 | Bogotá                               | Alder Escobar                   |
| 2019 | El Bagre                             | Joshua Ruiz                     |
| 2020 | Fusagasuga                           | Sergio Barrientos[3]            |
| 2021 | Cali                                 | José Cardozo                    |
| 2022 | Puerto Boyacá                        | Andrés Escobar                  |
| 2023 | Cartagena                            | Sergio Barrientos               |
| 2024 | Cali                                 | Santiago Avila                  |

## Quadre d'honor femení
| Any  | Ciutat              | Guanyadora                       |
| ---- | ------------------- | -------------------------------- |
| 1965 | Bogotà              | Ilse Guggenberger                |
| 1972 | Bogotà              | Ilse Guggenberger                |
| 1974 | Bogotà              | Ilse Guggenberger                |
| 1975 | Bogotà              | Ilse Guggenberger                |
| 1976 | Moniquirá           | Teresa Leyva                     |
| 1977 | Bogotà              | Rosalba Patiño                   |
| 1978 | Cartagena           | Ilse Guggenberger                |
| 1979 | Girardot            | Ilse Guggenberger                |
| 1980 | Bucaramanga         | Ilse Guggenberger                |
| 1981 | Riohacha            | Adriana Salazar Varón            |
| 1982 | Sevilla (Valle)     | Teresa Leyva                     |
| 1983 | Bucaramanga         | Adriana Salazar Varón            |
| 1984 | Bucaramanga         | Ilse Guggenberger                |
| 1985 | Bogotà              | Adriana Salazar Varón            |
| 1986 | Bogotà              | Adriana Salazar Varón            |
| 1987 | Ibagué              | Isolina Majul                    |
| 1988 | Bogotà              | Adriana Salazar Varón            |
| 1989 | Armenia             | Isolina Majul                    |
| 1990 | Bogotà              | Isolina Majul                    |
| 1991 | Bogotà              | Isolina Majul                    |
| 1992 | Medellín            | Adriana Salazar Varón            |
| 1993 | Cartagena           | Adriana Salazar Varón            |
| 1994 | Cartagena           | Adriana Salazar Varón            |
| 1995 | Saravena            | Martha Liliana García            |
| 1996 | Bucaramanga         | Adriana Salazar Varón            |
| 1997 | Bogotà              | Isolina Majul                    |
| 1998 | Pensilvania, Caldas | Isolina Majul                    |
| 1999 | Cali                | Isolina Majul                    |
| 2000 | Bogotà              | Martha Mateus                    |
| 2001 | Cali                | Nadya Karolina Ortíz             |
| 2002 | Bogotà              | Marisela Palao                   |
| 2003 | Bogotà              | Martha Mateus                    |
| 2004 | ?                   | Angela María Franco              |
| 2005 | Medellín            | Ingris Rivera                    |
| 2006 | Arauca              | Nadya Carolina Ortiz             |
| 2007 | Cartagena           | Martha Mateus                    |
| 2008 | Yopal               | Marisela Palao                   |
| 2009 | Buga                | Angela Maria Franco Valencia     |
| 2010 | El Bagre            | Jenny Astrid Chirivi Castiblanco |
| 2011 | Pereira             | Aura Cristina Salazar            |
| 2012 | El Bagre            | Angela Maria Franco Valencia     |
| 2013 | Ibagué              | Paula Andrea Rodríguez Rueda     |
| 2014 | El Bagre            | Beatriz Irene Franco Valencia    |
| 2015 | Quibdo              | Ingris Rivera                    |
| 2016 | La Dorada           | Paula Andrea Rodriguez Rueda     |
| 2017 | Palmira             | Melissa Castrillon Gomez         |
| 2018 | Bogotá              | Paula Rodriguez Rueda            |
| 2019 | El Bagre            | Lina Orozco                      |
| 2020 | Fusagasuga          | Melissa Castrillon Gomez[3]      |
| 2021 | Cali                | Jenny Chirivi Castiblanco        |
| 2022 | Puerto Boyacá       | Beatriz Franco Valencia          |
| 2023 | Cartagena           | Adriana Pachon                   |
| 2024 | Cali                | Ingris Rivera                    |